# Neil Gershenfeld
Neil Gershenfeld, né le 1er décembre 1959, est un physicien et informaticien américain, connu pour avoir créé le concept de Fab lab,.
Il est professeur au Massachusetts Institute of Technology (MIT), directeur du Center for Bits and Atoms,.
Il critique la science informatique telle qu'elle est pratiquée. D'après lui, « La science informatique est une curieuse sorte de science: elle ignore implicitement et s’oppose explicitement aux principes du reste de la science ».
Il fait partie de la liste du Top 100 Public Intellectuals Poll en 2008.

## Publications
- Neil Gershenfeld: The nature of mathematical modeling. Cambridge 1999,  (ISBN 0-521-57095-6).
- Neil Gershenfeld: The physics of information technology. Cambridge 2000,  (ISBN 0-521-58044-7).
- Neil Gershenfeld: FAB: The Coming Revolution on Your Desktop. Cambridge 2005,  (ISBN 0-465-02745-8)